# Armeni in Iran
Gli armeni iraniani (in armeno իրանահայեր?, iranahayer, noti anche come armeni-persiani (պարսկահայեր, parskahayer), sono cittadini iraniani di etnia armena. Le stime del loro numero in Iran vanno da 70 000 a 200 000. Le aree con un'alta concentrazione di essi includono Tabriz, Teheran, Salmas e Isfahan (presenti massicciamente nel quartiere di Nuova Julfa).
Gli armeni hanno vissuto per millenni nel territorio che forma l'odierno Iran. Molte delle più antiche chiese, monasteri e cappelle armene si trovano in Iran. L'Armenia iraniana, che comprende l'odierna Repubblica d'Armenia faceva parte dell'Iran dei Qajar fino al 1828. L'Iran aveva una delle più grandi popolazioni di Armeni al mondo insieme al vicino Impero ottomano fino all'inizio del XX secolo.
Gli armeni furono influenti e attivi nella modernizzazione dell'Iran durante il XIX e il XX secolo. Dopo la rivoluzione iraniana, molti armeni emigrarono nelle comunità diasporiche armene del Nord America e dell'Europa occidentale. Oggi gli armeni sono la più grande minoranza religiosa cristiana dell'Iran.

## Storia

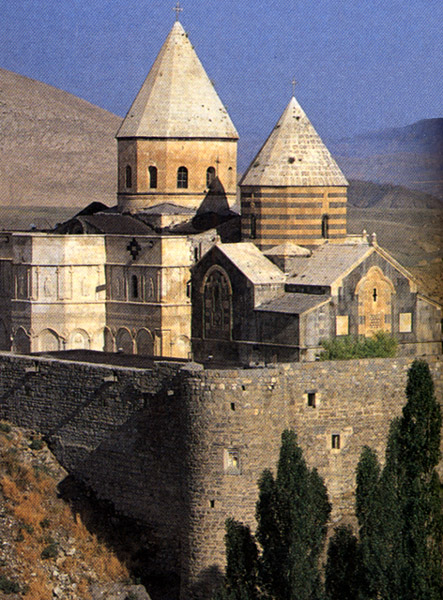
Il monastero armeno di San Taddeo, o "Kara Kelissa", nella provincia dell'Azerbaigian Occidentale, è ritenuto da alcuni che sia stato costruito per la prima volta nel 66 dopo Cristo da San Giuda.

Dall'antichità c'è sempre stata molta interazione tra l'antica Armenia e la Persia (Iran). Il popolo armeno è tra i gruppi etnici nativi dell'Iran nordoccidentale (noto come Azerbaigian iraniano), con una storia millenaria nella la regione (o parti di essa) che ha fatto parte dell'Armenia storica numerose volte nella storia. Queste regioni storiche armene che oggigiorno includono l'Azerbaigian iraniano sono Nor Shirakan, Vaspurakan e Paytakaran. Molte delle cappelle, dei monasteri e delle chiese armene più antiche del mondo si trovano all'interno di questa regione dell'Iran.
Sull'iscrizione di Behistun del 515 a.C., Dario il Grande confermò indirettamente che Urartu e Armenia erano sinonimi nella descrizione delle sue conquiste. L'Armenia divenne una satrapia dell'Impero Persiano per un lungo periodo di tempo. Indipendentemente da ciò, i rapporti tra armeni e persiani erano cordiali.
I legami culturali tra armeni e persiani possono essere fatti risalire ai tempi zoroastriani. Prima del III secolo d.C., nessun altro vicino aveva la stessa influenza sulla vita e la cultura armena come la Partia. Condividevano molte caratteristiche religiose e culturali e i matrimoni misti tra la nobiltà partica e armena erano comuni. Per altri dodici secoli, l'Armenia fu sotto il dominio diretto o indiretto dei persiani. Sebbene molto influenzata dalla cultura e dalla religione persiana, l'Armenia ha anche mantenuto le sue caratteristiche uniche come nazione. Successivamente, il cristianesimo armeno ha conservato un po' di vocabolario e di rituale zoroastriano.
Nell'XI secolo, i turchi selgiuchidi guidarono migliaia di armeni nell'Azerbaigian iraniano, dove alcuni furono venduti come schiavi e altri lavorarono come artigiani e mercanti. Dopo la conquista mongola dell'Iran nel XIII secolo, molti mercanti e artisti armeni si stabilirono in Iran, in città che un tempo facevano parte dell'Armenia storica come Khoy, Salmas, Maku, Maragheh, Urmia e soprattutto Tabriz.

### Dalla prima età moderna alla tarda età moderna
Sebbene gli armeni abbiano una lunga storia di interazione e insediamento con la Persia / Iran all'interno dei confini moderni della nazione, la comunità armena iraniana emerse sotto i Safavidi. Nel XVI secolo, l'Impero ottomano e l'Iran safavide divisero l'Armenia. Dall'inizio del XVI secolo, sia l'Armenia occidentale che l'Armenia orientale caddero sotto il dominio dei Safavidi iraniani. A causa della secolare rivalità geopolitica turco-iraniana che sarebbe durata in Asia occidentale, parti significative della regione furono spesso combattute tra i due imperi rivali. Dalla metà del XVI secolo con la Pace di Amasya, e soprattutto dalla prima metà del XVII secolo con il Trattato di Zuhab fino alla prima metà del XIX secolo, l'Armenia orientale fu governata dal successivi dinastie iraniane dei safavidi, afsharidi e qajar, mentre l'Armenia occidentale rimase sotto il dominio ottomano. Dal 1604 Abbas I dell'Iran attuò una politica della terra bruciata nella regione per proteggere la sua frontiera nord-occidentale contro qualsiasi invasione delle forze ottomane, che prevedeva un reinsediamento forzato di masse di armeni al di fuori delle loro terre d'origine.
Shah Abbas trasferì circa 500 000 armeni dalle sue terre armene durante la guerra ottomano-safavide del 1603-1618 in un'area di Isfahan chiamata Nuova Julfa, che fu creata per diventare un quartiere armeno, e nei villaggi circostanti di Isfahan. L'Iran riconobbe subito la destrezza degli armeni nel commercio. La comunità divenne attiva nello sviluppo culturale ed economico dell'Iran.
Bourvari (in armeno Բուրւարի?) è una raccolta di villaggi in Iran tra la città di Khomeyn (provincia di Markazi) e Aligoodarz (provincia del Lorestān). Era popolato principalmente da armeni che furono deportati con la forza nella regione da Shah Abbas dell'Impero persiano safavide come parte delle massicce politiche di reinsediamento della terra bruciata di Abbas all'interno dell'impero. I villaggi popolati dagli armeni a Bourvari erano Dehno, Khorzend, Farajabad, Bahmanabad e Sangesfid.

### Perdita dell'Armenia orientale
Dalla fine del XVIII secolo, la Russia imperiale passò a una posizione geopolitica più aggressiva nei confronti dei suoi due vicini e rivali a sud, vale a dire l'Iran e l'Impero ottomano. A seguito del Trattato di Golestan (1813), Iran dei Qajar fu costretto a cedere irrevocabilmente parti dei suoi territori nel Caucaso, comprendenti l'odierna Georgia orientale, il Daghestan e la maggior parte dell'area odierna della Repubblica dell'Azerbaigian. Con il successivo Trattato di Turkmenchay (1828), l'Iran dei Qajat dovette cedere suoi restanti territori caucasici, comprendenti l'odierna Armenia e la restante parte dell'attuale Repubblica dell'Azerbaigian. La cessione di quella che è l'Armenia moderna (l'Armenia orientale in generale) nel 1828 portò un gran numero di armeni a cadere da allora sotto il dominio dei russi. L'Armenia iraniana venne così soppiantata dall'Armenia russa.
Il trattato di Turkmenchay stabiliva inoltre che lo zar aveva il diritto di incoraggiare il reinsediamento degli armeni dall'Iran nella neonata Armenia russa. Ciò provocò un grande cambiamento demografico; molti armeni iraniani seguirono la chiamata, mentre molti musulmani caucasici emigrarono nell'Iran vero e proprio.
Fino alla metà del XIV secolo, gli armeni costituivano la maggioranza nell'Armenia orientale. Alla fine del XIV secolo, dopo le campagne di Tamerlano, l'Islam era diventata la fede dominante e gli armeni divennero una minoranza nell'Armenia orientale. Sulla scia dell'invasione russa dell'Iran e della successiva perdita di territori, i musulmani (persiani, turchi e curdi) costituivano circa l'80% della popolazione dell'Armenia iraniana, mentre gli armeni cristiani costituivano una minoranza di circa il 20%.
Dopo che l'amministrazione russa si impossessò dell'Armenia iraniana, la composizione etnica cambiò e così, per la prima volta in più di quattro secoli, gli armeni di etnia armena iniziarono a formare nuovamente la maggioranza in una parte dell'Armenia storica. La nuova amministrazione russa incoraggiava l'insediamento di armeni di etnia armena dall'Iran vero e proprio e dalla Turchia ottomana. Circa 35 000 musulmani su più di 100 000 emigrarono dalla regione, mentre circa 57 000 armeni dall'Iran vero e proprio e dalla Turchia arrivarono dopo il 1828 (vedi anche Guerra russo-turca del 1828-1829). Di conseguenza, nel 1832, il numero di armeni etnici era pari a quello dei musulmani. Solo dopo la guerra di Crimea e la guerra russo-turca del 1877-1878, che portò un altro afflusso di armeni turchi, gli armeni di etnia armena stabilirono ancora una volta una solida maggioranza nell'Armenia orientale. Tuttavia, Erivan rimase una città a maggioranza musulmana fino al XX secolo. Secondo il viaggiatore HFB Lynch, la città era circa il 50% armena e il 50% musulmana (azeri e persiani) all'inizio degli anni 1890.
Con questi eventi della prima metà del XIX secolo e la fine dei secoli di dominio iraniano sull'Armenia orientale, era iniziata una nuova era per gli armeni entro i confini dell'Iran appena stabiliti. Gli armeni nei territori recentemente perduti a nord del fiume Aras avrebbero attraversato un periodo storico dominato dalla Russia fino al 1991.

### Novecento fino al 1979

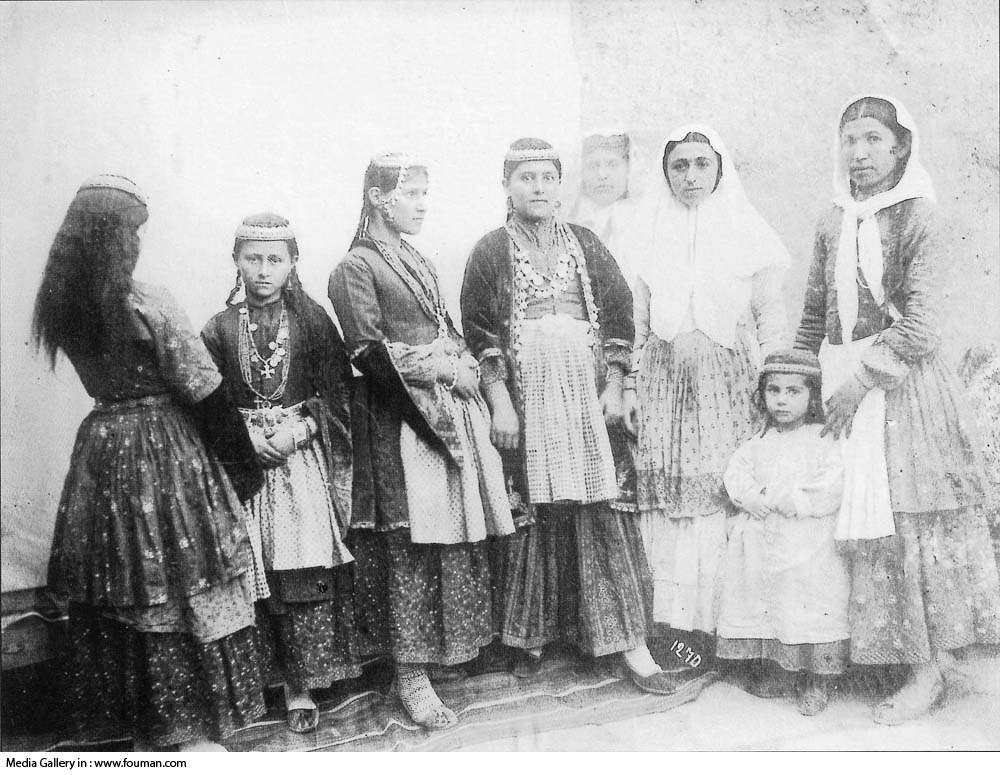
Donne armene iraniane nell'era Qajar

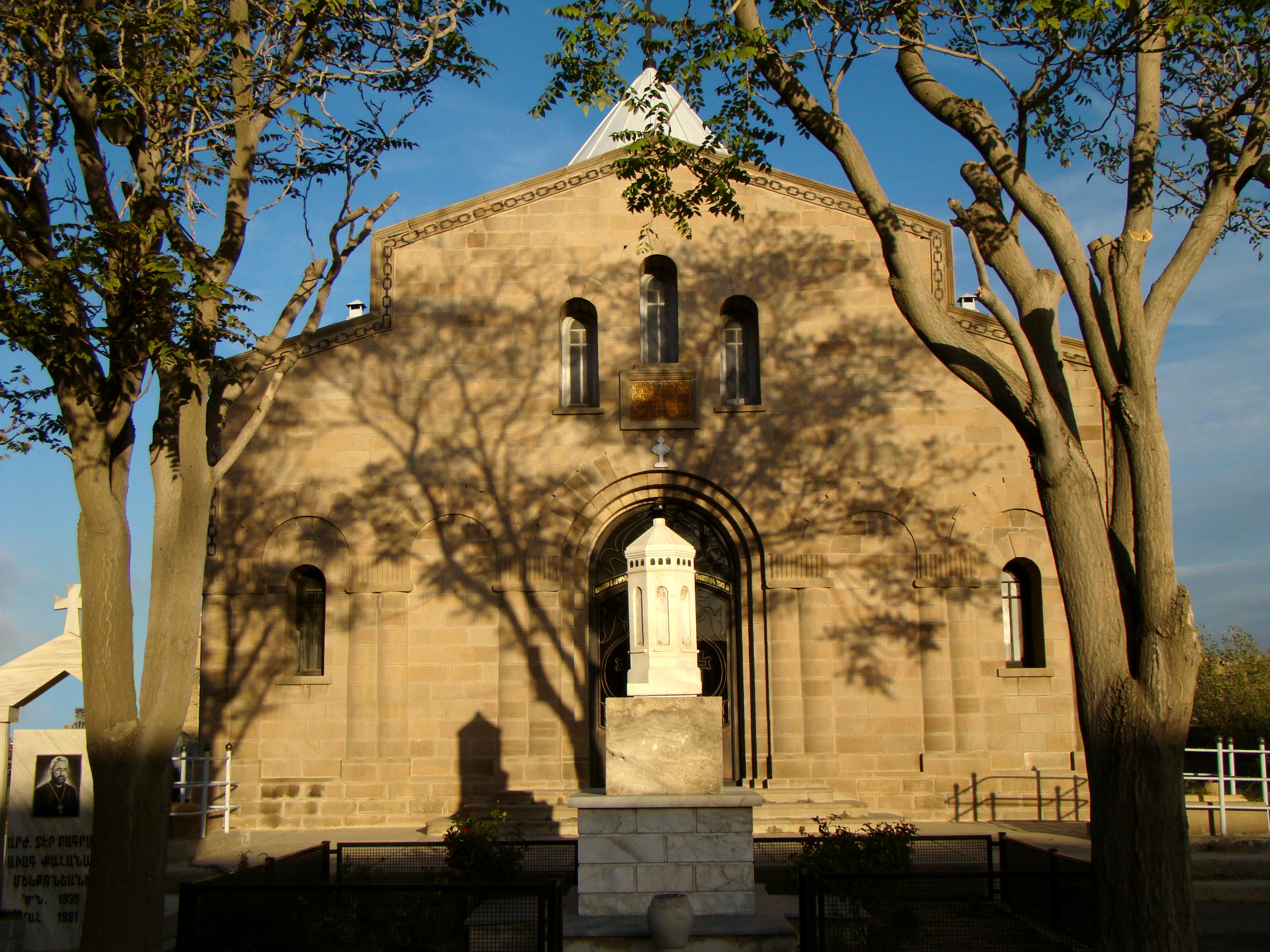
Chiesa di Shoghakat a Tabriz

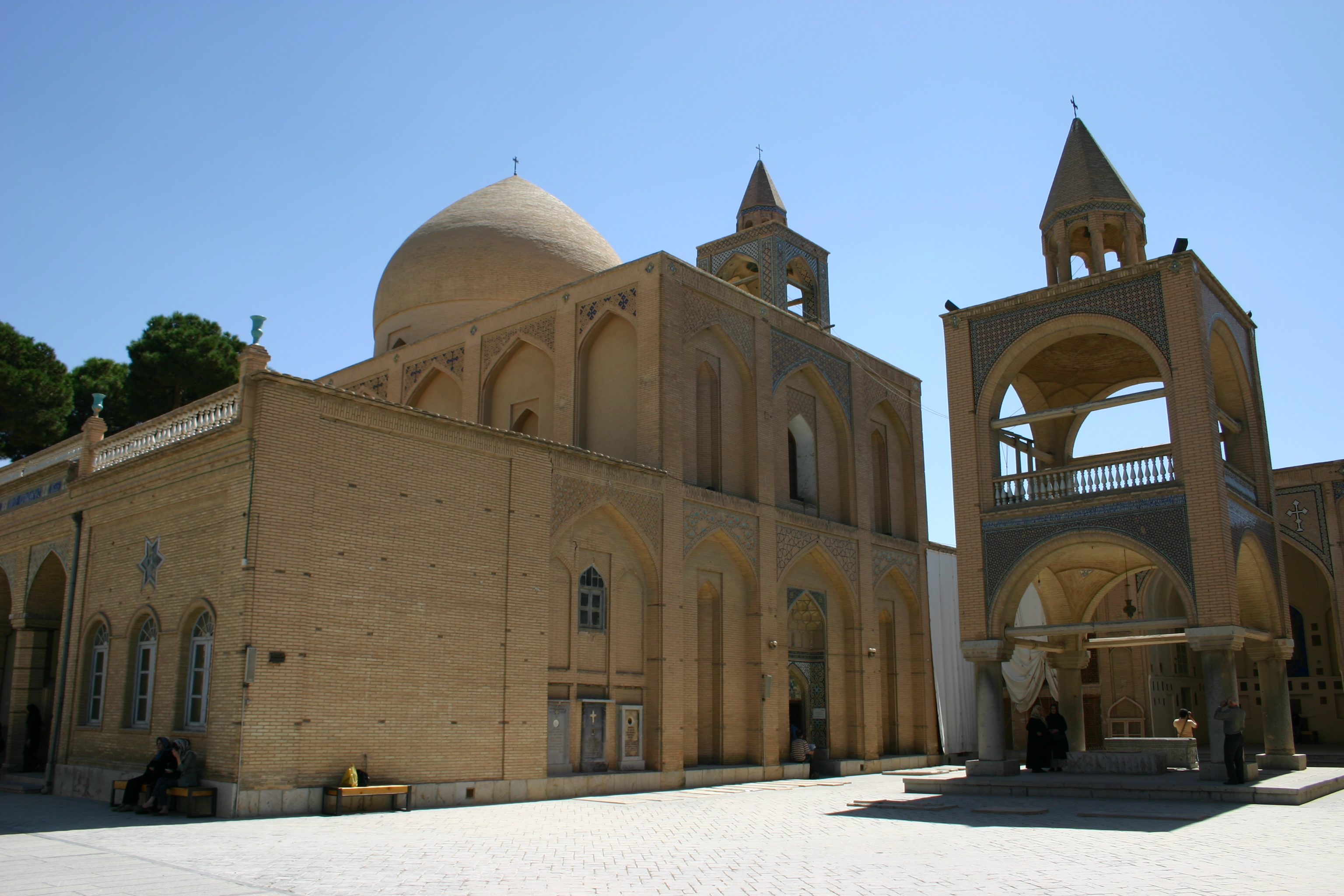
Cattedrale di Vank nel quartiere Nuova Julfa di Isfahan. Una delle più antiche chiese armene iraniane, costruita durante l'impero persiano safavide, 1655 - 1664.

Gli armeni svolsero un ruolo significativo nello sviluppo dell'Iran del XX secolo, sia per quanto riguarda la sua configurazione economica che culturale. Furono pionieri nella fotografia, nel teatro e nell'industria cinematografica e svolsero anche un ruolo fondamentale negli affari politici iraniani.

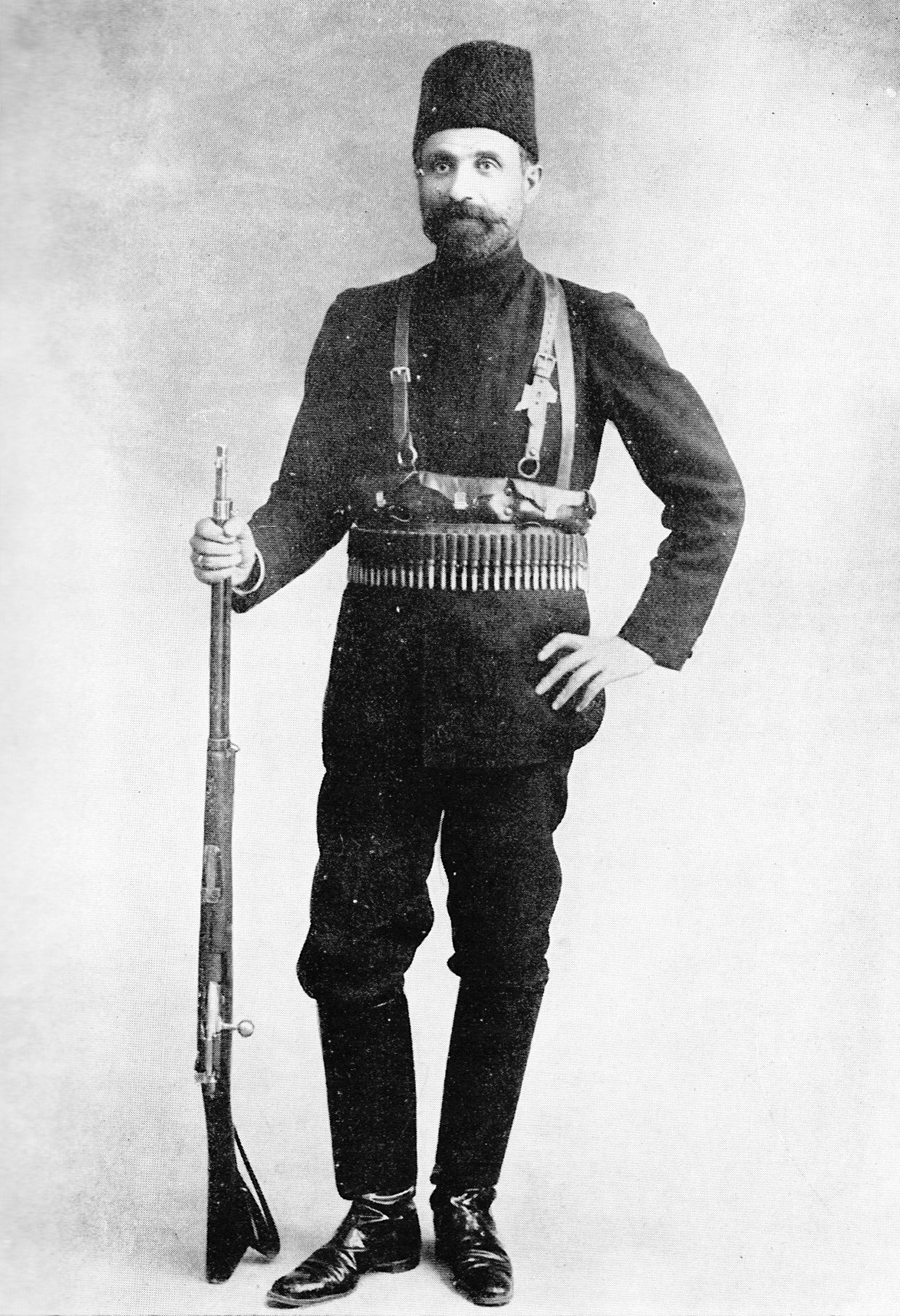
Yeprem Khan è stato una figura di spicco nella rivoluzione costituzionale dell'Iran

La rivoluzione del 1905 in Russia ebbe un effetto importante sull'Iran settentrionale e, nel 1906, i liberali e i rivoluzionari iraniani chiesero una costituzione in Iran. Nel 1909 i rivoluzionari costrinsero la corona a rinunciare ad alcuni dei suoi poteri. Yeprem Khan, un armeno etnico, fu una figura importante della rivoluzione costituzionale persiana.
Il teologo apostolico armeno Malachia Ormanian, nel suo libro del 1911 sulla Chiesa armena, ha stimato che circa 83 400 armeni vivevano in Persia, di cui 81 000 erano seguaci della Chiesa apostolica, mentre 2 400 erano cattolici armeni. La popolazione armena era distribuita nelle seguenti regioni: 40 400 in Azerbaigian, 31 000 a Isfahan e dintorni, 7 000 in Kurdistan e Lorestan e 5 000 a Teheran.
Durante il genocidio armeno, circa 50 000 armeni fuggirono dall'Impero ottomano e si rifugiarono in Persia. Come risultato della campagna persiana nel nord dell'Iran durante la prima guerra mondiale, gli ottomani massacrarono 80 000 armeni e 30 000 fuggirono nell'Impero russo. La comunità ha sperimentato un ringiovanimento politico con l'arrivo della leadership del Dashnak (ARF) in esilio dall'Armenia russa a metà del 1921; circa 10 000 leader armeni del partito ARF, intellettuali, combattenti e le loro famiglie attraversarono il fiume Aras e si rifugiarono in Iran. Questo grande afflusso di armeni che erano affiliati all'ARF significava anche che l'ARF avrebbe assicurato il suo dominio sugli altri partiti armeni tradizionali della Persia, e per estensione sull'intera comunità armena iraniana, che era incentrata sulla Chiesa armena. Ulteriori immigrati e rifugiati dall'Unione Sovietica che ammontavano a quasi 30 000 continuarono ad aumentare la comunità armena fino al 1933. Così nel 1930 c'erano circa 200 000 armeni in Iran.
Gli sforzi di modernizzazione di Reza Shah (1924-1941) e Mohammad Reza Shah (1941-1979) diedero agli armeni ampie opportunità di avanzamento e gli armeni guadagnarono posizioni importanti nei settori delle arti e delle scienze, dell'economia e dei servizi, principalmente a Teheran, Tabriz e Isfahan che divennero i principali centri per gli armeni. Dal 1946 al 1949 circa 20 000 armeni lasciarono l'Iran per l'Unione Sovietica e dal 1962 al 1982 altri 25 000 armeni li seguirono nell'Armenia sovietica. Nel 1979, all'alba della rivoluzione islamica, si stima che in Iran vivevano tra 250 000 e 300 000 armeni.
Le chiese armene, le scuole, i centri culturali, i club sportivi e le associazioni fiorirono e gli armeni avevano il proprio senatore e membro del parlamento, 300 chiese e 500 scuole e biblioteche servivano ai bisogni della comunità.
La stampa armena ha pubblicato numerosi libri, riviste, periodici e giornali, il più importante dei quali è il quotidiano "Alik".

### Dopo la rivoluzione del 1979

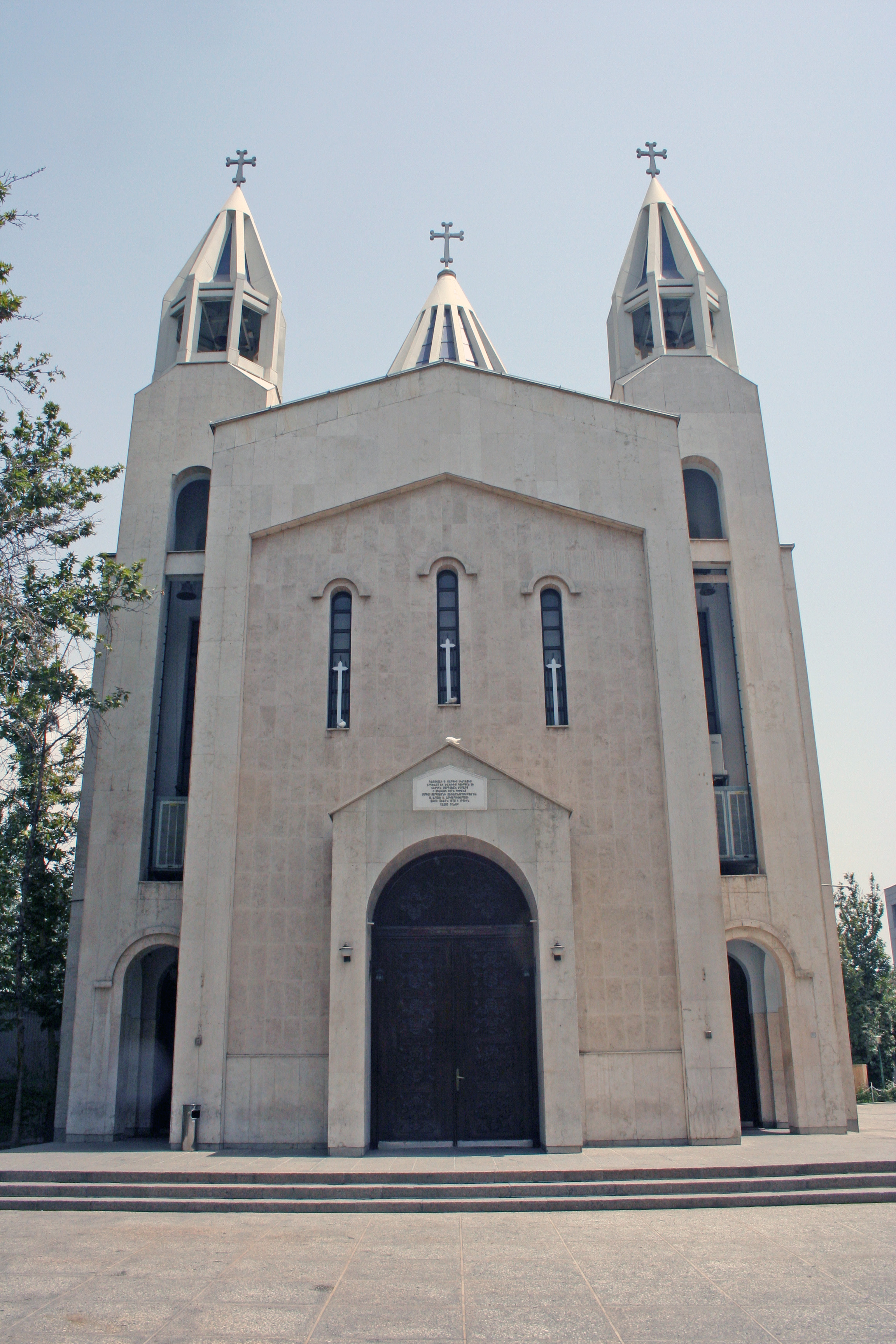
Cattedrale di San Sarkis a Teheran. Una delle chiese armene iraniane, 1970

Molti armeni prestarono servizio nelle forze armate iraniane, con 89 morti in azione durante la guerra Iran-Iraq. L'ayatollah Ali Khamenei ha elogiato il ruolo degli armeni nella guerra, dicendo al primo ministro armeno che "i martiri armeni della guerra imposta sono come i martiri musulmani e li consideriamo onori dell'Iran".
La dissoluzione dell'Unione Sovietica, il confine comune con l'Armenia e gli accordi diplomatici ed economici armeno-iraniani hanno aperto una nuova era per gli armeni iraniani. L'Iran rimane uno dei principali partner commerciali dell'Armenia e il governo iraniano ha contribuito ad alleviare le difficoltà dell'Armenia causate dal blocco imposto dall'Azerbaigian e dalla Turchia. Ciò include importanti prodotti di consumo, accesso ai viaggi aerei e fonti di energia (come petrolio ed elettricità).

## Status attuale
Gli armeni rimangono la più grande minoranza religiosa in Iran, ed è ancora la più grande comunità cristiana del paese, molto più avanti degli assiri. Due dei cinque seggi nominati nel Parlamento iraniano sono riservati alle minoranze religiose (più di ogni altra minoranza religiosa) e sono l'unica minoranza con lo status di osservatore ufficiale nei Consigli dei guardiani e del discernimento. La metà degli armeni iraniani vive nell'area di Teheran, in particolare nei suoi sobborghi di Narmak, Majidiyeh, Nadershah, ecc. Un quarto vive a Isfahan e l'altro è concentrato nell'Iran nordoccidentale o nell'Azerbaigian iraniano.

## Distribuzione

### Azerbaigian
Nel 387 d.C., quando l'Impero Sasanide e l'Impero Bizantino divisero l'Armenia, le aree storicamente armene di Nor Shirakan, Paytakaran e la metà orientale di Vaspurakan furono cedute ai persiani. Questi territori comprendono le regioni occidentali e settentrionali dell'Azerbaigian. Dopo la guerra russo-persiana (1826-1828) circa 40 000 armeni lasciarono l'Azerbaigian e si trasferirono nella neonata Armenia russa.
L'area mantenne una grande popolazione armena fino al 1914, all'inizio la prima guerra mondiale e l'Azerbaigian fu invaso dagli ottomani che massacrarono gran parte della popolazione armena locale. Prima dell'invasione ottomana c'erano circa 150 000 armeni in Azerbaigian, e 30 000 di loro erano a Tabriz. Circa 80 000 furono massacrati, 30 000 fuggirono nell'Armenia russa e gli altri 10 000 fuggirono dall'area dell'odierna provincia dell'Azerbaigian Occidentale e si rifugiarono tra gli armeni di Tabriz. Dopo la fine della guerra nel 1918, i 10 000 rifugiati a Tabriz tornarono ai loro villaggi, ma molti si trasferirono nell'Armenia sovietica dal 1947 fino all'inizio degli anni '80. Attualmente, circa 4 000 armeni rimangono nelle campagne dell'Azerbaigian orientale e circa 2 000 rimangono a Tabriz che vivono nei distretti di Nowbar, Bazar e Ahrab che possiedono 4 chiese, una scuola e un cimitero.
Questo è un elenco degli insediamenti abitati in precedenza o attualmente armeni:
- Maku (Շավարշան / Shavarshan o Արտազ / Artaz in armeno) oggi nelle contee di Maku e Chalderan nella provincia dell'Azerbaigian occidentale:
  - Maku, Qareh-Kelisa, Shaveran, Sadal e Baron (Dzor Dzor).
- Khoy (Հեր / Her in armeno) oggi nelle contee di Khoy e Chaypareh (Piana di Avarayr) nella provincia dell'Azerbaigian occidentale:
  - Khoy, Mahlazan, Ghris, Fanai, Dizeh, Qotur, Chors, Var e Saidabad.
- Salmas (Սալմաստ / Salmast o Սաղամաստ / Saghamast in armeno) oggi nella contea di Salmas nella provincia dell'Azerbaigian occidentale:
  - Salmast, Kohneshahr, Akhtekhaneh, Aslanik, Charik, Drishk, Qalasar, Qezeljeh, Haftvan, Khosrowabad, Goluzan, Malham, Sheitanabad, Payajuk, Karabulagh, Vardan, Hodar, Malham, Saramelik, Sarna, Savera, Zivajik, Kojamish e Ula.
- Urmia (Ուրմիա / Urmia o Ուռմի / Vormi in armeno) oggi nella contea di Urmia nella provincia dell'Azerbaigian occidentale:
  - Urmia, Balanej, Badelbo, Surmanabad, Jamalabad, Gardabad, Ikiaghaj, Isalu, Karaguz, Nakhichevan Tepe, Reihanabad, Sepurghan, Karabagh, Adeh, Dizej Ala, Khan Babakhan, Kachilan, Shirabad, Charbakhsh, Chahar Gushan, Ballu, Darbarud, Kukia e Babarud.
- Julfa (Ջուղա / Jugha in armeno):
  - Darashamb.
- Arasbaran (Պարսպատունիք / Parspatunik o Ղարադաղ / Gharadagh (in armeno) oggi nelle contee di Julfa, Khoda Afarin, Varzaqan, Ahar e Kaleybar nella provincia dell'Azerbaigian orientale :
  - Dizmar (Ovest, Centro e Est):
    - Aghaghan, Khaneqah, Qeshlaq, Yurgiutiun, Sardu, Owli.

  - Mishepara:
    - Nepesht, Mikidi, Aghayi, Balan, Berd, Qasmushen, Garmanab.

  - Mnjivan:
    - Vinaq, Aynalu, Sevahogh, Vardanashen, Karaglukh, Keshish Qeshlaq, Abbasabad, Norashen, Mzget, Luma, Vayqan.

  - Keivan:
    - Siran, Avanlu, Qalamlu, Avarsin, Asran, Ashraf, Seqin, Dogidara.

  - Agar:
    - Abella, Amredul
- Tabriz (Թավրիզ / Tavriz o Թաւրէժ / Tavrezh in armeno) oggi in Provincia di Tabriz enll'Azerbaigian orientale:
  - Tabriz, Mujumbar, Sohrol, Aljamolk e Minavar.
- Ardabil (Արտավիլ / Artavil o Արտավետ / Artavet in armeno)
- Maragheh (Մարաղա / Maragha in armeno)
- Miandoab:
  - Taqiabad

#### Tabriz
Tradizionalmente, Tabriz era la città principale dell'Azerbaigian iraniano dove la vita politica armena vibrava dall'inizio dell'era moderna (safavide) in poi. Dopo la cessione di fasce di territori alla Russia nel primo quarto del XIX secolo, la posizione indipendente degli armeni Tabrizi fu rafforzata, poiché ottennero immunità e concessioni da Abbas Mirza. La particolare importanza degli armeni di Tabriz crebbe anche con il trasferimento della sede vescovile da San Taddeo (o Qara Kelissa) vicino Salmas a Tabriz nel 1845. Tabriz ha una diocesi apostolica armena (Arajnordaran), tre chiese armene, una cappella, una scuola, il club culturale dell'Ararat e un cimitero armeno.

### Iran centrale
Elenco dei villaggi armeni nell'Iran centrale:
- Kharaqan (Ղարաղան / Gharaghan in armeno) oggi nella Contea di Zarandiyeh nella provincia di Markazi:
  - Chanakhchi superiore, Lar, Charhad e Chanakhchi inferiore.
- Hamadan:
  - Hamadan e Sheverin.
- Malayer:
  - Anuch, Deh Chaneh e Qaleh Fattahieh.
- Kazaz (Kiazaz in armeno) oggi nella contea di Shazand nella provincia di Markazi:
  - Shazand, Abbasabad, Gurezar e Anbarteh.
- Kamareh (Kiamara in armeno) oggi nella contea di Khomeyn nella provincia di Markazi:
  - Lilian, Qurchibash, Chartagh, Davudabad, Kandha, Darreh Shur, Mazra, Saki, Ortachiman, Asadabad, Danian, Farajabad, Hajiabad, Nasrabad, Kajarestan e Mazraeh Qasem.
- Borborud ( Բուրւարի / Bourvari in armeno) oggi nella contea di Aligudarz nella provincia del Lorestan:
  - Shapurabad, Khorzand, Parmishan, Pahra, Sang-e Sefid, Bahramabad, Dehnow, Qareh Kahriz, Nasrabad, Goran, Jowz, Cherbas, Jahan Khosh e Anuj.
- Japloq (Գյափլա / Giapla in armeno) oggi nella contea di Azna nella provincia del Lorestan e nella contea di Shazand nella provincia di Markazi:
  - Azna, Ahmadabad, Bosnava, Berk, Perchestan, Marzian, Qataat, Gorji, Kamian, Masoudabad, Abbasabad, Bamian, Bagh Muri, Zarna, Tokhmar e Sharafabad.
- Faridan (Փերիա / Peria in armeno) oggi nelle contee di Faridan, Buin e Miandasht e Fereydunshahr nella provincia di Isfahan:
  - Zarneh (Boloran), Khoygan Alta, Nemagerd, Gharghan, Sangbaran, Hezar Jarib, Singerd, Lower Khoygan, Adegan, Chigan, Hadan, Milagerd, Surshegan, Savaran, Chigan, Derakhtak, Punestan, Qaleh Khajeh, Aznavleh, Bijgerd, Khong (oggi parte della città di Fereydunshahr), Moghandar, Qalamelik, Nanadegan e Darreh Bid.
- Karvan, oggi nella contea di Tiran e Karvan nella provincia di Isfahan.
- Lenjan e Alenjan, oggi nelle contee di Lenjan, Falavarjan e Mobarakeh nella provincia di Isfahan:
  - Khansarak, Kelisan, Mehregan, Pelart, Semsan, Kaleh Masih, Garkan, Zudan, Barchan, Jushan, Bondart, Koruj, Zazeran, Kapashan e Mamad.
- Charmahal o Gandoman oggi nelle contee di Borujen, Kiar, Lordegan e Shahr-e Kord nella provincia di Chaharmahal e Bakhtiari:
  - Vastegan, Geshnigan, Shalamzar, Gandoman, Sirak, Boldaji, Azan, Galugerd, Konarak, Aqbolagh, Sinagan, Mamura, Mamuka, Sulugan, Gushki, Ferendigan, Hajiabad, Ahmadabad, Livasian e Zorigan.

Gli insediamenti di Lenjan, Alenjan e Karvan furono abbandonati nel XVIII secolo.
Gli altri insediamenti si spopolarono a metà del XX secolo a causa dell'emigrazione verso Nuova Julfa, Teheran o l'Armenia sovietica (nel 1945 e successivamente nel 1967). Attualmente solo un villaggio (Zarneh) a Peria è totalmente armeno, e altri 4 villaggi (Khoygan Alta, Gharghan, Nemagerd e Sangbaran) a Peria e un villaggio (Chanakhchi Alta) a Gharaghan sono parzialmente armeni.
Oltre a questi insediamenti c'è un villaggio armeno vicino a Gorgan (Qoroq) che è popolato da armeni recentemente trasferiti dal territorio sovietico.

## Cultura e lingua
Oltre ad avere le proprie chiese e associazioni, gli armeni dell'Iran sono una delle poche minoranze linguistiche in Iran con le proprie scuole.
La lingua armena usata in Iran occupa una posizione unica nell'uso dell'armeno nel mondo, poiché la maggior parte degli armeni della diaspora usa l'armeno occidentale. Tuttavia, gli armeni iraniani parlano un dialetto armeno orientale molto vicino a quello utilizzato in Armenia, Georgia e Russia. Gli armeni iraniani parlano questo dialetto in ragione del fatto, in parte, che nel 1604 gran parte della popolazione armena nell'area del lago Van, che usava il dialetto orientale, fu spostata e inviata a Isfahan dallo shah Abbas. Ciò ha anche consentito di preservare una versione precedente che utilizza l'ortografia e l'ortografia armena classica nota come "ortografia di Mashtots", mentre quasi tutti gli altri oratori armeni orientali (specialmente nell'ex Unione Sovietica) hanno adottato l'ortografia armena riformata che è stata applicata nella Repubblica Socialista Sovietica Armena negli anni '20 e in seguito nell'attuale Repubblica di Armenia. Ciò rende unica la lingua armena utilizzata in Iran e nei media e nelle pubblicazioni armeno-iraniane, poiché vengono applicati elementi di entrambi i principali rami della lingua armena (pronuncia, grammatica e struttura linguistica dell'armeno orientale e sistema ortografico dell'armeno occidentale).